# Wreeker-Klasse
Die Wreeker-Klasse war eine Klasse von sieben Linienschiffen (Zweidecker) der niederländischen Marine (1798–1810 und 1814–1829) und französischen Marine (1810–1814).

## Allgemeines
Die Klasse orientierte sich an dem französischen Standardlinienschiff des Vaisseaux de 80-Typs, wobei sie etwa vier Meter kürzer waren als die zeitgleich gebauten französischen Schiffe der Tonnant-Klasse. Insgesamt wurden acht Schiffe zwischen 1797 und 1806 auf Kiel gelegt, von welchen sieben in Dienst gestellt wurden. Diese Schiffe können unterteilt werden in zwei Gruppen (je nach Bauwerft), welche sich in der Anzahl der Stückpforten unterscheiden.

## Einheiten
| Name | Bauwerft              | Kiellegung        | Stapellauf                                             | Indienststellung                                       | Verbleib                                               |
| 80-Kanonen-Gruppe | 80-Kanonen-Gruppe     | 80-Kanonen-Gruppe | 80-Kanonen-Gruppe                                      | 80-Kanonen-Gruppe                                      | 80-Kanonen-Gruppe                                      |
| --- | --------------------- | ----------------- | ------------------------------------------------------ | ------------------------------------------------------ | ------------------------------------------------------ |
| Wreeker Koninklijke Hollander (ab 1806) Kroonprins (ab 1808) Prince Royal (ab 1810) Prins (ab 1814)                                                                                                   | Marinewerft Amsterdam | 1. Dezember 1797  | 28. Juli 1798                                          | 1799                                                   | Ab 1816 Wohnschiff und ab 1819 abgebrochen             |
| Admiraal Zoutman Amiral Zoutman (ab 1810) Zoutman (ab 1811) Admiraal Zoutman (ab 1814) | Marinewerft Amsterdam | 10. Oktober 1798  | 15. September 1800                                     | 1801                                                   | Ab 1818 Wohnschiff und ab 1830 abgebrochen             |
| Leeuw Commercie van Amsterdam (ab 1806) Amsterdamsche Handel (ab 1808) Commerce d'Amsterdam (ab 1810) Amsterdam (ab 1811)                                                                             | Marinewerft Amsterdam | 6. Dezember 1804  | 29. Oktober 1806                                       | April 1811                                             | Ab 1817 abgebrochen                                    |
| Admiraal Evertsen Amiral Evertsen (ab 1810) Admiraal Evertsen (ab 1814) | Marinewerft Amsterdam | 2. Februar 1805   | 19. November 1808                                      | September 1811                                         | ab 1819 verbrannt                                      |
| Admiraal de Ruyter Amiral de Ruyter (ab August 1811) De Ruyter (ab 1811) Admiraal de Ruyter (ab 1814)                                                                                                 | Marinewerft Amsterdam | 2. Februar 1806   | 9. November 1808                                       | September 1811                                         | ab 1818 abgebrochen                                    |
| 90-Kanonen-Gruppe |                       |                   |                                                        |                                                        |                                                        |
| Chattam Chatham (ab 1810) Chattam (ab 1814) | Marinewerft Rotterdam | Mai 1799          | 24. Mai 1800                                           | 1801                                                   | Ab 1823 abgebrochen                                    |
| Admiraal de Ruyter Admiraal Piet Hein (ab 15. Juli 1806) Rotterdam (ab 17. Juli 1806) Koninklijie Hollander (ab 1808) Royal Hollandais (ab 1810) Hollandais (ab 1811) Koninklijie Hollander (ab 1814) | Marinewerft Rotterdam | 14. Oktober 1804  | 17. Juli 1806                                          | 1807                                                   | Ab 1819 abgebrochen                                    |
| Admiraal Piet Hein Amiral Piet Hein (ab 1810) | Marinewerft Rotterdam | 20. Februar 1806  | Keine Fertigstellung auf Grund schlechten Bauzustandes | Keine Fertigstellung auf Grund schlechten Bauzustandes | Keine Fertigstellung auf Grund schlechten Bauzustandes |

## Technische Beschreibung
Die Klasse war als Batterieschiff mit zwei durchgehenden Geschützdecks konzipiert und hatte eine Länge von 54,74 Metern (Geschützdeck) bzw. 51,16 Metern (Kiel), eine Breite von 14,13 Metern und einen Tiefgang von 6,74 Metern bei einer Verdrängung von 1500/2900 Tonnen. Sie waren Rahsegler mit drei Masten (Fockmast, Großmast und Kreuzmast). Der Rumpf schloss im Heckbereich mit einem Heckspiegel, in den Galerien integriert waren, die in die seitlich angebrachten Seitengalerien mündeten.
Die Besatzung hatte im Frieden eine Stärke von 662 Mann und im Kriegsfall 746 Mann (6 bzw. 12 Offiziere und 650 bzw. 734 Unteroffiziere bzw. Mannschaften). Die Bewaffnung der Klasse bestand aus 80 bis 90 Geschützen.
|                | Unteres Batteriedeck    | Oberes Batteriedeck     | Backdeck                                                                    | Achterdeck                                                                  | Kanonen (Geschossgewicht) |
| -------------- | ----------------------- | ----------------------- | --------------------------------------------------------------------------- | --------------------------------------------------------------------------- | ------------------------- |
| 1801 (Wreeker) | 28 × 36-Pfünder-Kanonen | 30 × 24-Pfünder-Kanonen | 22 × 12-Pfünder-Kanonen                                                     | 22 × 12-Pfünder-Kanonen                                                     | 80 Geschütze              |
| 1801 (Chattam) | 30 × 36-Pfünder-Kanonen | 30 × 24-Pfünder-Kanonen | 12 × 12-Pfünder-Kanonen 18 × 36-Pfünder-Karronaden                          | 12 × 12-Pfünder-Kanonen 18 × 36-Pfünder-Karronaden                          | 90 Geschütze              |
| 1811           | 28 × 36-Pfünder-Kanonen | 30 × 30-Pfünder-Kanonen | 14 × 12-Pfünder-Kanonen 2 × 60-Pfünder-Karronaden 6 × 30-Pfünder-Karronaden | 14 × 12-Pfünder-Kanonen 2 × 60-Pfünder-Karronaden 6 × 30-Pfünder-Karronaden | 80 Geschütze (586,99 kg)  |